# Iván Yakubovski
Iván Ignátievich Yakubovski (n. Moguiliov, Imperio ruso, 7 de enero de 1912 - † Moscú, Unión Soviética, 30 de noviembre de 1976), en ruso Иван Игнатьевич Якубовский, fue un comandante militar soviético, mariscal de la Unión Soviética, que sirvió como comandante en jefe del Pacto de Varsovia entre 1967 y 1976 y que ostentó el cargo de Viceministro de Defensa.